# Liberalii Democrați
Liberalii Democrați, câteodată cunoscuți ca și Partidul Liberal Democrat, sunt un partid politic din Regatul Unit. Partidul a fost înființat în 1988 prin unirea Partidului Liberal cu Partidului Social Democrat, și este la ora actuală al patrulea cel mai mare partid din Regat după numărul de mandate în Parlament, urmând Partidului Conservator, Partidului Laburist și Partidului Național Scoțian, cu 11 reprezentanți în Camera Comunelor a Parlamentului Regatului Unit.
Este tradițional succesorul partidului Whig, formându-se în anul 1988 prin fuziunea Partidului Liberal britanic cu Partidul Social-Democrat, un partid care s-a desprins din Partidul Laburist ca urmare a diferențelor ideologice și a diferențelor cu privire la apartenența Regatului Unit la Comunitatea Economică Europeană. A guvernat Marea Britanie într-o coaliție cu Partidul Conservator între 2010 și 2015, niciun partid neavând majoritate în Parlament. 
Ca urmare a implicării în coaliția de guvernare, partidul a scăzut mult în sondaje și a ajuns să fie al patrulea partid, cu 7,9% din voturi și 8 mandate din 650 în Camera Comunelor, la alegerile din 2015, după Partidul Conservator, care a câștigat o majoritate de mandate, Partidul Laburist și Partidul Național Scoțian, care a câștigat 56 din cele 59 de mandate alocate Scoției. 
|    | Nume                | Circumscripție electorală            |
| -- | ------------------- | ------------------------------------ |
| 1  | Ed Davey            | Kingston și Surbiton                 |
| 2  | Alistair Carmichael | Orkney și Shetland                   |
| 3  | Wendy Chamberlain   | North East Fife                      |
| 4  | Daisy Cooper        | St Albans                            |
| 5  | Tim Farron          | Westmorland și Lonsdale              |
| 6  | Wera Hobhouse       | Bath                                 |
| 7  | Christine Jardine   | Edinburgh West                       |
| 8  | Layla Moran         | Oxford West și Abingdon              |
| 9  | Sarah Olney         | Richmond Park                        |
| 10 | Jamie Stone         | Caithness, Sutherland și Easter Ross |
| 11 | Munira Wilson       | Twickenham                           |